# Fall Guys
Fall Guys ime je videoigre koju je razvio Mediatonic. Igra uključuje najviše šezdeset igrača koji kontroliraju bića nalik zrnima graha i natječu se jedni protiv drugih u nizu nasumično odabranih miniigara, primjerice staze s preprekama. Igrači se eliminiraju kako runde prolaze sve dok se posljednji igrač ne proglasi pobjednikom.
Igru je izdao Devolver Digital za Microsoft Windows i PlayStation 4 4. kolovoza 2020. Nakon što su prava na objavljivanje igrice prenesena na Epic Games, igra je postala besplatna 21. lipnja 2022. i objavljena je na dodatnim platformama uključujući Nintendo Switch, PlayStation 5, Xbox One i Xbox Series X/S.